# 叉蕊薯蓣
叉蕊薯蓣（学名：Dioscorea collettii）又名南華薯蕷，为薯蓣科薯蓣属的植物。分布于印度、缅甸以及中国大陆的云南、四川、贵州等地，生长于海拔1,500米至3,200米的地区，常生于沟谷的次生栎树林、山坡、河谷以及灌丛中，目前尚未由人工引种栽培。

## 变种
叉蕊薯蓣已知有一个变种：
- 粉背薯蓣 Dioscorea collettii var. hypoglauca (Palib.) Pei et C.T.Ting